# Святоша (фильм, 1998)
«Святоша» (англ. Holy Man) — американская комедия 1998 года режиссёра Стивена Херека. Премьера состоялась 9 октября 1998 года. Фильм был номинирован на премию «Золотой трейлер 1999» в категории «Лучшая комедия».

## Сюжет
Рикки Хейман руководит телевизионным шоу «Магазин на диване». Продажи падают, и владелец Джон Макбейнбридж ставит перед Рикки и его новой помощницей Кейт Ньюелл ультиматум — немедленно исправить положение. Однажды Рикки и Кейт останавливаются на автомобиле поменять шину. На газоне вдоль дороги они видят чудака в белой одежде, нюхающего цветы. Из-за недоразумения Рикки едва не задавил мужчину, который представился как Джи («G»). Его пришлось отвезти в больницу, а затем дать временный приют дома у Рикки и они познакомились.
Оказалось, у Джи есть некие своеобразные способности. Он показывает удивительные фокусы и смог гипнозом вылечить от аэрофобии знакомого Рикки. Джи обладает харизмой рассказчика и талантом открывать неожиданные стороны обыденных предметов. Рикки приходит в голову использовать Джи для восстановления своего положения на работе. Он пробует поставить Джи в кадр и рекламировать товары для телевизионного магазина. Джи не способен читать текст по телесуфлеру, однако он быстро смог очаровать зрителей шоу своими рассказами, похожими на притчи. Хотя Джи непосредственно не расхваливает товары, он смог поднять рейтинги и, как следствие, продажи. У Джи появляются поклонники, относящиеся к нему, как к новоявленному гуру.
Рикки сохраняет свою работу. Поначалу прохладные отношения с Кейт улучшаются, и они начинают встречаться. Владелец компании в восторге и готов создать для Джи собственное шоу. Однако сам виновник событий несчастлив. Его конкурент Хоукс, метивший на позицию главного ведущего, решил найти компромат на Джи. Хоукс не нашёл ничего внятного о прошлом чудака, тогда он организует грязный навет, якобы Джи обманул многодетную мать. Обман быстро раскрывается, но Джи после этой истории испытывает стресс и хочет покинуть шоу. Рикки под давлением руководства пытается любой ценой оставить его в рекламном бизнесе. Рикки тоже готов пойти на обман, после чего он ссорится и расстаётся с Кейт. Джи подписывает полугодичный контракт. Однако, получив все блага от руководства, начинает сомневаться. Рикки в прямом эфире переспрашивает у Джи — действительно ли он хочет работать ведущим телешоу. Джи отказывается, и тогда Рикки отпускает Джи. Макбейнбридж в ярости, но Рикки не обращает на него внимания. Кейт возвращается к Рикки.
В финальной сцене пара прощается с Джи на том же месте, где с ним познакомилась. Джи благословляет своих друзей и продолжает свой путь.

## В ролях
| Актёр          | Роль         |
| -------------- | ------------ |
| Эдди Мерфи     | Джи          |
| Джефф Голдблюм | Рик Хэйман   |
| Келли Престон  | Кейт Ньюэлл  |
| Роберт Лоджиа  | Макбейнбридж |
| Джон Крайер    | Барри        |
| Эрик Маккормак | Скотт Хоукс  |
| Ким Алексис    | Эмбер        |

## Отзывы
Фильм получил преимущественно низкие оценки кинокритиков. Роджер Эберт поставил картине 2 звезды из 4.